# 墨西哥麗脂鯉
墨西哥麗脂鯉（學名：Astyanax mexicanus）為輻鰭魚綱脂鯉目脂鯉亞目脂鯉科的其中一個物種，為熱帶淡水鱼，也是麗脂鯉屬的模式種。本物種是新北界生物地理分布区的特有種，分佈於北美洲格蘭德河及Nueces River的下游、德克萨斯州的佩科斯河及墨西哥東部與中部的淡水流域。
成長後本物種的體長可達12公分。棲息在沙石底質的溪流，以昆蟲、甲殼類及蠕蟲為食，生活習性不明，可作為觀賞魚。

## 參看
- 水族缸淡水魚類列表（英语：List of freshwater aquarium fish species）

## 外部連結
- 維基物種上的相關：墨西哥麗脂鯉